# Kandahar (Schiff)
HMS Kandahar (F28) war ein Zerstörer der J- und K-Klasse der Royal Navy. Das bei William Denny & Brothers in Dumbarton gebaute Schiff wurde 1938 begonnen und kam im November 1939 kurz nach dem Kriegsbeginn in den Dienst der Royal Navy. Es wurde im Zweiten Weltkrieg mit den Battle Honours „Greece 1941“, „Crete 1941“, „Libya 1941“, „Mediterranean 1941“ und „Malta Convoys 1941“ ausgezeichnet.
Am 19. Dezember lief die Kandahar auf der Suche nach einem Geleitzug mit Versorgungsgütern für die Achsenmächte in Nordafrika vor Tripolis mit der Force K in ein Minenfeld. Die drei Kreuzer der Force K erlitten Minentreffer. Beim Versuch, die nach dem Antriebsausfall treibende Neptune zu unterstützen, lief auch Kandahar auf eine Mine. Während Neptune treibend noch drei weitere Minen auslöste und sank, konnte der zur Unterstützung entsandte Zerstörer Jaguar so nah an den getroffenen Zerstörer kommen, dass er 174 Überlebende der Kandahar, die über Bord gesprungen waren, aus dem Wasser bergen konnte. Die Jaguar versenkte dann die Kandahar mit einem Torpedo.

## Geschichte
HMS Kandahar wurde am 18. Januar 1938 bei William Denny and Brothers in Dumbarton als letztes der acht Schiffe der K-Klasse auf Kiel gelegt und am 21. März 1939 als sechstes Schiff der Klasse vom Stapel gelassen. Sie war das erste Schiff der Royal Navy, das nach der Stadt in Afghanistan benannt wurde, deren Entsatz 1880 den Zweiten Anglo-Afghanischen Krieg beendete und seit 1892 Teil des Adelstitels des späteren Feldmarschalls Roberts war (Baron Roberts of Kandahar and Waterford, 1901 Earl Roberts of Kandahar, Pretoria and Waterford). Am 10. Oktober 1939 wurde die Kandahar als drittes Schiff der K-Klasse in Dienst gestellt.

### Einsätze
Nach ihrer Indienststellung wurde sie wie die anderen Schiffe der K-Klasse der 5. Zerstörerflottille der Home Fleet in Scapa Flow zugeteilt. In der Nacht zum 10. Mai 1940 gehörte der Zerstörer mit der Flottille zu einem Verband, der mit dem Leichten Kreuzer Birmingham sowie den Zerstörern Janus, Hyperion, Hereward und Havock sowie der „5th Destroyer Flotilla“ unter Lord Mountbatten mit Kelly, Kimberley und Hostile gegen deutsche Minenleger im Skagerrak vorgehen wollte. Der Verband wurde durch deutsche Schnellboote frühzeitig entdeckt, welche die Minenleger warnten und den britischen Verband angriffen. Die Kelly wurde durch einen Torpedotreffer schwer beschädigt, konnte aber eingeschleppt werden. Die Briten brachen den Vorstoß ab, um ihre Einheiten gegen den deutschen Angriff auf die Benelux-Staaten einzusetzen. Kandahar übernahm die Verwundeten von der schwer beschädigten Kelly und brachte sie an Land.

#### Einsätze im Roten Meer
Vom 16. bis zum 21. Mai 1940 verlegte die Kandahar dann ins Mittelmeer nach Malta zur „14. Zerstörerflottille“, wo sie mit den Schwesterschiffen Kingston und Khartoum zum Einsatz im Roten Meer abkommandiert wurde und dort der East Indies Station unterstellt war.
Am 20. Juni 1940 wurde das italienische U-Boot Torricelli von der Kandahar zusammen mit den Zerstörern Kingston und Khartoum und der Sloop Shoreham bei Perim zum Auftauchen gezwungen und nach einem Artilleriegefecht versenkt. Nach dem Gefecht ging die Khartoum durch den Fehler eines ihrer Torpedos als erstes Schiff der Klasse verloren.
Vom 14. bis 19. August gehörte der Zerstörer zu den Einheiten der Royal Navy, welche die Räumung von Berbera in Britisch-Somaliland unterstützten.
Mit den Schwesterschiffen Kingston und Kimberley und weiteren Einheiten der Navy sicherte der Zerstörer in der Folgezeit Geleitzüge durch das Rote Meer, wie das Truppengeleit WS.2A mit etwa 17.000 Mann auf sechs Passagier- und fünf Transportschiffen oder die Konvois AP.1 und AP.2 mit vier Transportern sowie dem Personal und der Ausrüstung dreier Panzerregimenter und AP.3 im Oktober 1940 sowie Ende des Jahres US.7 mit australischen Truppen für den Mittleren Osten.
1941 unterstützte der Zerstörer die britischen Truppen bei der Eroberung Italienisch-Ostafrikass durch die Beschießung der Städte Chisimaio und Mogadiscio und die Artillerieunterstützung des Vormarsches der Truppen entlang der Küste. Am 16. März 1941 unterstützte die Kandahar mit der Kingston und dem Kreuzer Glasgow sowie weiteren Hilfsschiffen die Rückeroberung Berberas. Von Aden aus wurden Truppen an Land gesetzt und mit Unterstützung der Schiffsartillerie die Stadt Berbera wieder eingenommen. Am 1. April stellt die Kandahar am Ausgang des Roten Meers das am 29. März 1941 aus Massaua ausgelaufene deutsche Frachtschiff Bertram Rickmers (4188 BRT), das sich vor der Enterung durch die Briten selbst versenkte.

#### Einsätze Im Mittelmeer
Am Ende des Aprils 1941 gehörte die Kandahar zu den Einheiten der Royal Navy, die im Rahmen der Operation Demon zur Evakuierung alliierter Truppen aus Griechenland eingesetzt wurden, aber auch zur Sicherung von schwereren Einheiten der Mittelmeerflotte bei Versorgungsoperation für Malta oder Verlegungen von Schiffen im Mittelmeer. Nach den deutschen Luftlandungen auf Kreta (Unternehmen Merkur) wurde der Zerstörer zur Abwehr von Verstärkungen über See eingesetzt und war an Gefechten mit italienischen Einheiten beteiligt. Am 22. Mai retteten Kandahar und Kingston 523 Überlebende des Leichten Kreuzers Fiji, der nach Bombentreffern deutscher Jagdbomber aufgegeben werden musste. Ab Anfang Juni bis Mitte Juli 1941 war die Kandahar an der Unterstützung der Landoperationen zur Eroberung Syriens durch Commonwealth- und frei-französische Truppen gegen heftigen Widerstand Vichy-treuer französischer Truppen beteiligt.
Anschließend wurde der Zerstörer mehrfach zur Unterstützung des belagerten Tobruk eingesetzt.

### Das Ende derKandahar
Anfang Dezember 1941 wurde die Kandahar zur Force K nach Malta verlegt, um von dort den Nachschub der Achsenmächte nach Nordafrika zu stören. Beim Versuch, einen für Tripolis bestimmten italienischen Konvoi abzufangen, geriet die Force K am 19. Dezember 1941 in ein neu verlegtes italienisches Minenfeld.
Die drei Kreuzer der Force K erlitten Minentreffer. Die beschädigte Penelope lief gesichert vom Zerstörer Lively nach Malta zurück, die schwerer getroffene Aurora tat dies im Schutz von Lance und Havock.
Beim Versuch, die nach einem Antriebsausfall treibende Neptune zu unterstützen, lief die Kandahar ebenfalls auf eine Mine. Während Neptune treibend noch drei weitere Minen auslöste und sank, konnte der zur Unterstützung entsandte Zerstörer Jaguar so nah an den getroffenen Zerstörer kommen, dass er 174 Überlebende der Kandahar, die über Bord gesprungen waren, aus dem Wasser bergen konnte. Die Jaguar versenkte dann die Kandahar mit einem Torpedo.

### Bewaffnung
Die Bewaffnung bestand aus sechs 120-mm-Kanonen in Doppellafetten Mk XII zum Einsatz gegen See- und Luftziele (zwei Türme vor der Brücke, der hintere in überhöhter Position; eine Lafette auf einer Plattform hinten). Als Flakbewaffnung besaß der Zerstörer ein 2-Pfünder-Vierlingsgeschütz Mk VIII auf einer Plattform hinter dem Schornstein sowie zwei Vierlings-0,5-inch-(12,7-mm)-Fla-MG. Zehn Torpedorohre in zwei Sätzen von je fünf Rohren und 20 Wasserbomben komplettierten die Bewaffnung.
Die schlechte Verteidigungsfähigkeit der Klasse gegen Luftangriffe führte ab 1940 zum Austausch des hinteren Torpedorohr-Satzes gegen eine 102-mm-Mk.V-Flak. Später wurden auch die Vickers-FlaMG durch vier einzelne Oerlikon-Maschinenkanonen ersetzt.